# Christian Kautz

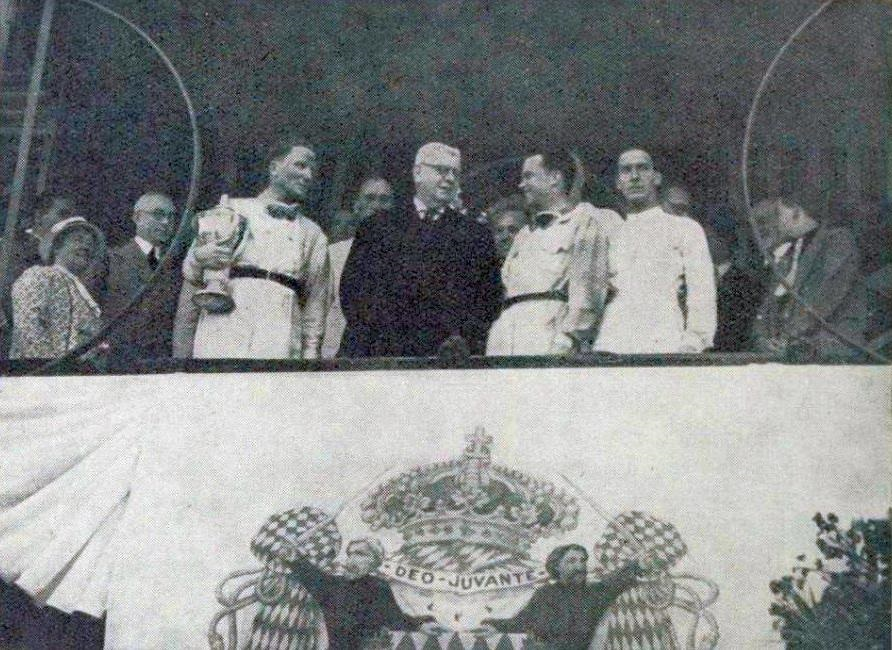
Christian Kautz (rechts) auf dem Siegerpodest der ersten Drei nach dem Großen Preis von Monaco 1937. Von Links am Bild Manfred von Brauchitsch, Fürst Louis II und Rudolf Caracciola

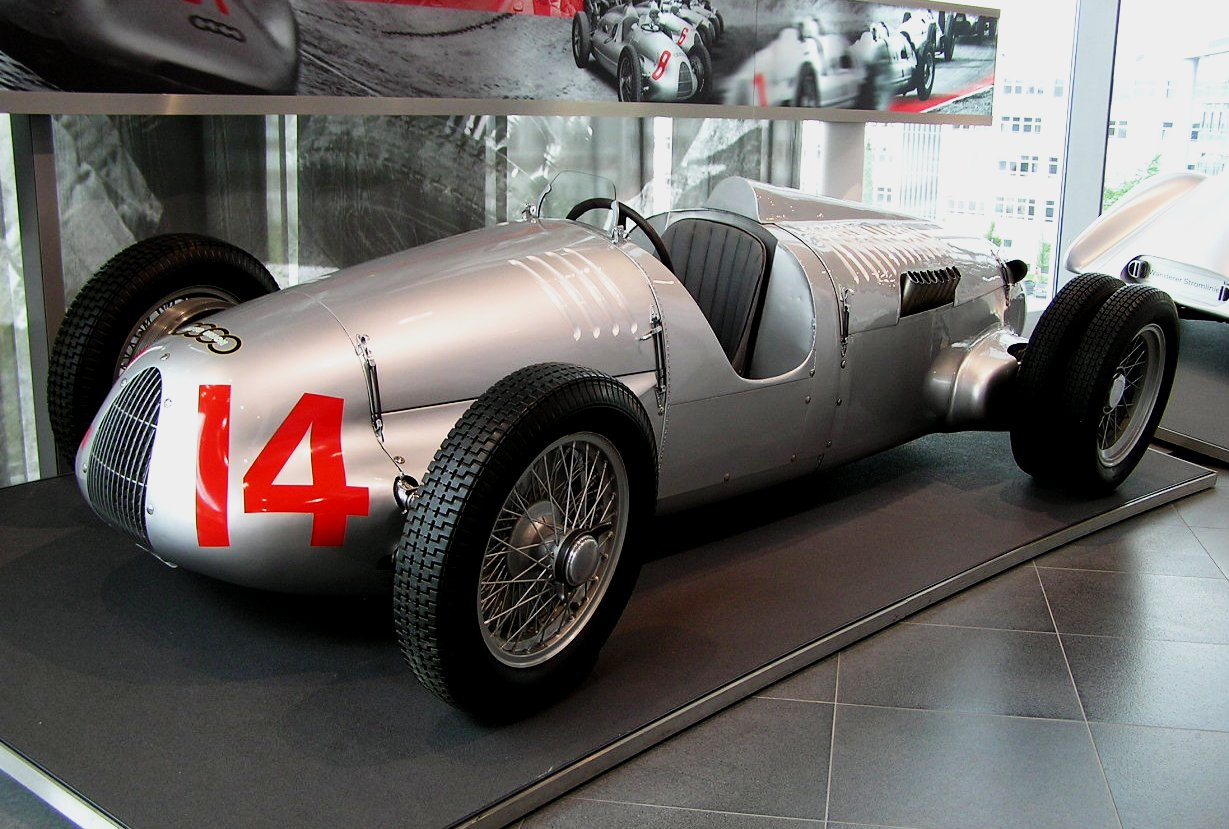
Auto Union Typ C/D, Kautz’ Rennwagen der Saison 1938

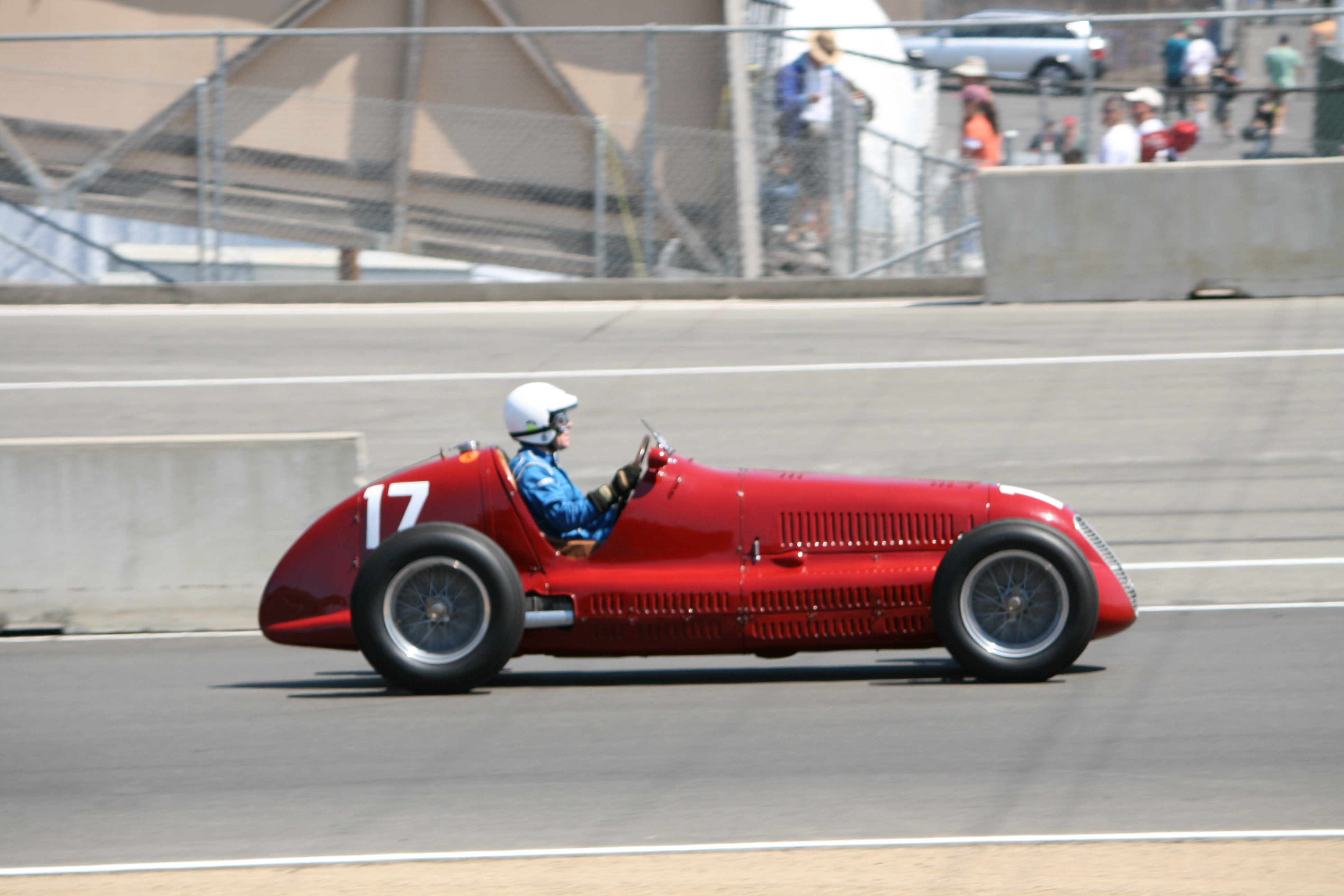
Maserati 4CL ähnlich dem Unfallwagen

Christian Kautz (* 23. November 1913 in Brüssel, Belgien; † 4. Juli 1948 in Bremgarten bei Bern, Schweiz) war ein Schweizer Automobilrennfahrer.

## Karriere
Kautz war der Sohn eines Schweizer Multimillionärs und begann seine Karriere Mitte der 1930er-Jahre auf einem privat eingesetzten Maserati 4CM, mit dem er 1936 beim Coupe de Prince Rainier in Monaco Vierter in der Voiturette-Klasse wurde. Außerdem pilotierte er 1936 zusammen mit dem Deutschen Fritz Roth einen BMW 328 beim Sportwagenrennen um den Grand Prix de l'Automobile Club de France in Montlhéry.
Zur Saison 1937 wurde Kautz vom Mercedes-Benz-Werksteam unter Rennleiter Alfred Neubauer als Juniorfahrer verpflichtet. Er startete auf W 125 in der Grand-Prix-Europameisterschaft und fuhr sein bestes Resultat mit Rang drei hinter seinen Teamkollegen Manfred von Brauchitsch und Rudolf Caracciola beim Großen Preis von Monaco ein. In der Gesamtwertung belegte der Schweizer hinter Caracciola und von Brauchitsch ebenfalls Rang drei.
In der Saison 1938 trat Kautz für die Auto Union AG an, erreichte mit den Zwickauer Grand-Prix-Wagen aber bei insgesamt sechs Nennungen kein einziges Mal das Ziel. 1939 gründete er sein eigenes Team und brachte im Juli zwei Werks-Alfa-Romeo-Tipo-308 beim Großen Preis von Frankreich in Reims an den Start. Die französischen Rennen wurden von den italienischen Werken infolge des Spanischen Bürgerkrieges zu dieser Zeit boykottiert und so übernahm Kautz mit seinem Team und Luigi Chinetti sowie dem französischen Nachwuchsfahrer Yves Matra die Vertretung von Alfa Romeo. Er selbst war als Reservefahrer vorgesehen, ging aber nicht an den Start. Chinetti erreichte mit Rang acht die beste Platzierung, Matra fiel aus.
Während des Zweiten Weltkrieges war Christian Kautz in den Vereinigten Staaten als Testpilot für Lockheed tätig. Nach dem Krieg kehrte er in die Schweiz zurück und fuhr 1946 im Team Autosport, das er gemeinsam mit Toulo de Graffenried besaß. Ab 1947 pilotierte er in der Mannschaft seines Landsmannes Enrico Platé einen Maserati 4CL, mit dem er bei den ersten Nachkriegsrennen in Europa antrat. Mit diesem Wagen gewann er unter anderem 1946 den Grand Prix de Reims.

### Tödlicher Unfall
Christian Kautz verunglückte am 4. Juli 1948 beim Großen Preis der Schweiz, der auf der schnellen Bremgarten-Bahn ausgetragen wurde, tödlich. In der zweiten Runde des Rennens verlor er auf der Innenseite der zweiten Eymatt-Rechtskurve bei hoher Geschwindigkeit die Kontrolle über seinen Maserati und prallte in die Böschung. Kautz war auf der Stelle tot. Das Rennen wurde nicht abgebrochen und sah Carlo Felice Trossi im Werks-Alfa-Romeo-Tipo-158 als Sieger.
Der Grand Prix war an diesem Wochenende von insgesamt drei tödlichen Unfällen überschattet. Neben Kautz kamen am 1. Juli in derselben Kurve auch der 43-jährige Achille Varzi mit einem Alfa Romeo Tipo 158 und der mehrfache Motorrad-Europameister und TT-Sieger Omobono Tenni auf einer Moto Guzzi ums Leben. Die Kurve wurde später in Tenni-Kurve umbenannt.

## Statistik

### Vorkriegs-Grand-Prix-Ergebnisse
| Saison | Team            | Wagen                                 | 1   | 2   | 3   | 4   | 5   | Punkte | Position |
| ------ | --------------- | ------------------------------------- | --- | --- | --- | --- | --- | ------ | -------- |
| 1937   | Daimler-Benz AG | Mercedes-Benz W 125                   |     |     |     |     |     | 19     | 3.       |
| 1937   | Daimler-Benz AG | Mercedes-Benz W 125                   | 4.  | 6.  | 3.  | 6.  | DNF | 19     | 3.       |
| 1938   | Auto Union AG   | Auto Union Typ C/D / Auto Union Typ D |     |     |     |     |     | 28     | 14.      |
| 1938   | Auto Union AG   | Auto Union Typ C/D / Auto Union Typ D | DNF | DNS | DNF | DNF |     | 28     | 14.      |
| 1939   | privat          | Alfa Romeo Tipo 308                   |     |     |     |     |     | —      | —        |
| 1939   | privat          | Alfa Romeo Tipo 308                   | DNS |     |     |     |     | —      | —        |

| Legende  | Legende                                                                   | Legende                                                                   |           |
| Farbe    | Bedeutung                                                                 | Bedeutung                                                                 | EM-Punkte |
| -------- | ------------------------------------------------------------------------- | ------------------------------------------------------------------------- | --------- |
| Gold     | Sieg                                                                      | Sieg                                                                      | 1         |
| Silber   | 2. Platz                                                                  | 2. Platz                                                                  | 2         |
| Bronze   | 3. Platz                                                                  | 3. Platz                                                                  | 3         |
| Grün     | Klassifiziert, mehr als 75% der Renndistanz zurückgelegt                  | Klassifiziert, mehr als 75% der Renndistanz zurückgelegt                  | 4         |
| Blau     | nicht punkteberechtigt, zwischen 50% und 75% der Renndistanz zurückgelegt | nicht punkteberechtigt, zwischen 50% und 75% der Renndistanz zurückgelegt | 5         |
| Violett  | nicht punkteberechtigt, zwischen 25% und 50% der Renndistanz zurückgelegt | nicht punkteberechtigt, zwischen 25% und 50% der Renndistanz zurückgelegt | 6         |
| Rot      | nicht punkteberechtigt, weniger als 25% der Renndistanz zurückgelegt      | nicht punkteberechtigt, weniger als 25% der Renndistanz zurückgelegt      | 7         |
| Farbe    | Abkürzung                                                                 | Bedeutung                                                                 | EM-Punkte |
| Schwarz  | DSQ                                                                       | disqualifiziert (disqualified)                                            | 8         |
| Weiß     | DNS                                                                       | nicht gestartet (did not start)                                           | 8         |
| Weiß     | DNA                                                                       | nicht erschienen (did not arrive)                                         | 8         |
| sonstige | P/fett                                                                    | Pole-Position                                                             | 8         |
| sonstige | SR/kursiv                                                                 | Schnellste Rennrunde                                                      | 8         |
| sonstige | DNF                                                                       | Rennen nicht beendet (did not finish)                                     | 8         |